# Ferganocephale
Ferganocephale adenticulatum
Genre
Espèce
Ferganocephale est un genre éteint douteux de dinosaures ornithischiens incertae sedis.
Son attribution initiale aux pachycéphalosauridés en 2005 par Averianov, Martin & Bakirov a été invalidée,. 
Il a été découvert au Kirghizistan (au nord de la vallée de Fergana) dans des couches datant du Jurassique moyen (Callovien). 
- Époque : Jurassique (Callovien)
- Taille : ?
- Habitat : Asie (Kirghizistan)
- Régime alimentaire : herbivore

## Inventaire des fossiles retrouvés
Averianov et ses collègues ont décrit et nommé Ferganocephale adenticulatum à partir de 8 dents isolées, très usées. 

## Classification
Ferganocephale a été à l'origine attribué à un dinosaure ornithischien
de la famille des pachycephalosauridés. Dès l'année suivante, en 2006, Robert M. Sullivan remet en cause cette attribution car « peu de caractères... sont typiques des dents de pachycéphalosaures », comme l'absence de dentelures. Il conclut que les fossiles sont bien trop incomplets pour une identification, et considère Ferganocephale comme un nomen dubium.
De plus aucune synapomorphie dentaire n'a été identifiée chez les Pachycephalosauria, et tous les caractères décrits par Averianov et ses collègues sont plésiomorphiques chez les ornithischiens cérapodes. Selon Sullivan (2006) et Butler et Sullivan (2009), « il n'y a aucune preuve substantielle pour appuyer l'attribution de F. adenticulatum au Pachycephalosauria ; F. adenticulatum est considéré comme un Ornithischia incertae sedis et peut représenter un nomen dubium »,.

## Publication originale
- (en) Alexander O. Averianov, Thomas Martin et Aizek A. Bakirov, « Pterosaur and dinosaur remains from the Middle Jurassic Balabansai Svita in the northern Fergana Depression, Kyrgyzstan (Central Asia) », Palaeontology, Londres, Wiley-Blackwell et Palaeontological Association, vol. 48, no 1,‎ janvier 2005, p. 135-155 (ISSN 0031-0239 et 1475-4983, OCLC 44674714 et 1761779, DOI 10.1111/J.1475-4983.2004.00437.X, lire en ligne).